# Cerkiew Chrystusa Zbawiciela, św. Katarzyny i św. Serafina z Sarowa w San Remo
Cerkiew Chrystusa Zbawiciela, św. Katarzyny i św. Serafina z Sarowa – prawosławna cerkiew w San Remo, wzniesiona w 1913, w jurysdykcji eparchii brytyjskiej i zachodnioeuropejskiej Rosyjskiego Kościoła Prawosławnego poza granicami Rosji. Siedziba parafii.

## Historia
W 1864 caryca Maria Aleksandrowna przebywała w celach zdrowotnych w San Remo. Zachwycona miastem, postanowiła w celu upamiętnienia swojej wizyty wznieść cerkiew, która służyłaby osiadłej w San Remo społeczności rosyjskiej oraz kuracjuszom przybyłym z tego kraju. Za życia carycy do budowy cerkwi jednak nie doszło. Dopiero w 1910 wielki książę Sergiusz Michajłowicz Romanow, sam mieszkaniec San Remo, zawiązał komitet budowy cerkwi, na czele którego stał najpierw on sam, a następnie książę Szeremetiew. Zyskał również poparcie cara Mikołaja II, który – podobnie jak w wypadku budowy innych cerkwi prawosławnych dla społeczności rosyjskich za granicą – ogłosił powszechną zbiórkę pieniędzy na potrzeby prac. Działkę budowlaną pod przyszłą cerkiew przekazał inny rosyjski arystokrata, hrabia Talevicz. Projekt budynku przygotował architekt rosyjski Aleksiej Szczusiew, natomiast kierownikiem budowy był architekt włoski Pietro Agosti. Kamień węgielny został położony w listopadzie 1912, zakończenie budowy miało miejsce rok później. Poświęcenie cerkwi mogło się odbyć jednak dopiero w 1922 i od tego momentu są w niej regularnie odprawiane nabożeństwa.
W 1940 upadek bomby spowodował poważne zniszczenia w cerkwi. Do 1953 nabożeństwa odbywały się jedynie w jej krypcie. Obiekt został jednak starannie odrestaurowany w latach 60. XX wieku, z pomocą finansową miasta.
W 2018 r. Patriarchat Konstantynopolitański ogłosił rozwiązanie Zachodnioeuropejskiego Egzarchatu Parafii Rosyjskich, do którego od końca lat 20. należała parafia w San Remo. Tworzone przez rosyjskich emigrantów parafie miały odtąd podlegać lokalnym, z reguły greckim biskupom patriarchatu. W związku z tą decyzją rada parafialna zdecydowała o przejściu w jurysdykcję eparchii genewskiej i zachodnioeuropejskiej Rosyjskiego Kościoła Prawosławnego poza granicami Rosji, co nastąpiło w styczniu 2019 r. Po utworzeniu w czerwcu 2019 r. eparchii brytyjskiej i zachodnioeuropejskiej Rosyjskiego Kościoła Prawosławnego poza granicami Rosji, parafia weszła w skład nowej administratury.

## Architektura

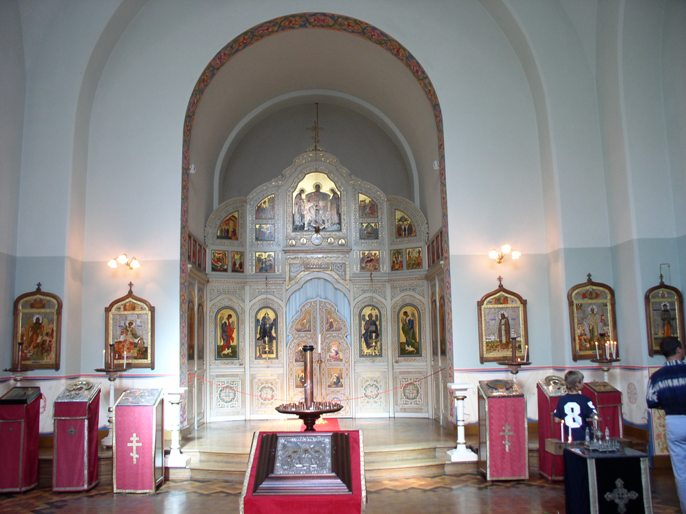
Wnętrze cerkwi

Obiekt naśladuje moskiewskie siedemnastowieczne budownictwo sakralne. Cerkiew wzniesiona jest na planie kwadratu i zwieńczona pięcioma cebulastymi kopułami z krzyżami prawosławnymi, wyłożonymi mozaiką, zgrupowanymi wokół największej, centralnej. Wejście do budynku prowadzi przez przedsionek, do którego wiodą drzwi z portalem z kolorowej cegły. Ponad drzwiami znajduje się niewielka kopuła, po jej obydwu stronach – płaskorzeźby w kształcie oślich łuków. Na fasadzie wykonano ponadto mozaikę z wizerunkiem Oka Opatrzności. Okna świątyni są półkoliste. Powyżej wejścia znajduje się kolejny rząd oślich łuków podtrzymywanych przez półkolumny. Obok cerkwi znajduje się wolno stojąca dzwonnica zwieńczona pojedynczą kopułą.
Wnętrze obiektu jest skromne. W cerkwi znajduje się trójrzędowy ikonostas. Główne ikony Matki Bożej i Chrystusa są kopiami wizerunków znajdujących się odpowiednio w cerkwi św. Cyryla w Kijowie oraz w soborze św. Włodzimierza w tym samym mieście. Również malowidło na suficie narteksu, przedstawiające Matkę Bożą, jest kopią fresku Wiktora Wasniecowa z soboru św. Włodzimierza. W budynku znajdują się trzy ołtarze poświęcone patronom cerkwi.